# Langstrath Beck
Der Langstrath Beck ist ein Fluss, der aus dem Angle Tarn am Nordhang des Esk Pike und Bowfell im Lake District, Cumbria, England entsteht. Der Fluss fließt in nördlicher Richtung zwischen dem Glaramara im Westen und dem High Raise im Osten. Östlich des Ortes Stonethwaite an der Südflanke des Watendlath Fell mündet der Greenup Gill in den Fluss. Er fließt dann als Stonethwaite Beck durch die Orte Stonethwaite und Rosthwaite, um nördlich von Rosthwaite in den River Derwent zu münden.

## Quelle
- Penrith & Keswick, Ambleside (= Landranger Map. Band 90). Ordnance Survey, Southampton 2011, ISBN 978-0-319-23206-4.